# 1932年蒙古武裝起義

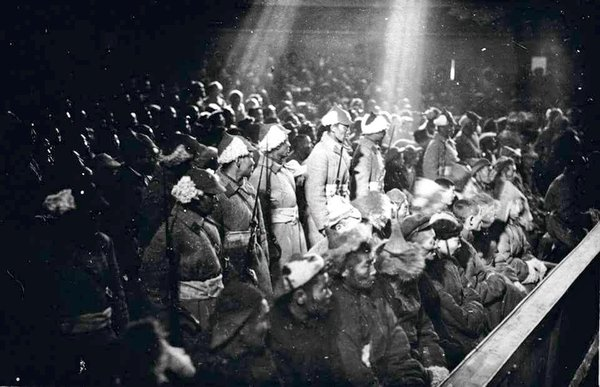
叛乱被平息後的公审大会

1932年蒙古武裝起義，是蒙古人民共和国反對蒙古人民革命黨及苏联布尔什维克的牧業集體化和階級鬥争政策引起的起义，在1932年4月-11月於外蒙古西北四個艾马克發生。起義的领导者主要是喇嘛，参与者主要是平民，後來许多当地幹部和党员也参与进来。
1924年以来，由于与十三世达赖喇嘛的分歧，九世班禅一直在青海，达赖喇嘛怀疑中国人意图利用班禅，意图不纯，不允许他返回西藏。蒙古西部的佛教徒因共产主义政府的反宗教政策而起义，导火索是有传言称可以得到九世班禅和日本人的支持。蒙古叛乱分子向班禅喇嘛求援，要求中国军队占领蒙古，让人民摆脱共产主义，免受苏联威胁，并在中国的保护下，让九世班禅成为统治者。起义最先爆发于库苏古尔省，后扩散至后杭爱省、前杭爱省、扎布汗省，初期叛乱分子击败了当地的蒙古军队，但其孤立无援，中蒙边界另一端的新疆也由亲苏的盛世才掌权。後來政府得到蘇聯軍隊支援進行鎮壓，大概超過1500人被杀，615名叛亂分子被判處死刑、35個蘇木和45個合作社被摧毀。

## 事後
鎮壓起義後，莫斯科下令中止左派不受歡迎的倡議，並將起義歸因於蒙古人民革命黨領導層中的強硬左派，如卓勒宾·希耶、奥勒扎·巴德拉克、總理清格勒泰·吉格吉德扎布，所有這些人都在1932年5月被正式開除黨籍。政府制定了“新路線”政策，在1932年6月之後放寬了反宗教政策，並暫停了集體化。然而，到此為止，蒙古貴族已被有效地摧毀，佛教寺院和喇嘛阶层在1930年代後期的大鎮壓中被幾乎完全剷除，牲畜也在1950年代再次被集體化。